# Ридинг (Мичиген)
Ридинг (енгл. Reading) град је у америчкој савезној држави Мичиген. По попису становништва из 2010. у њему је живело 1.078 становника.

## Демографија
Према попису становништва из 2010. у граду је живело 1.078 становника, што је 56 (4,9%) становника мање него 2000. године.
| Група             | 2000.         | 2010.         |
| Белци             | 1.104 (97,4%) | 1.060 (98,3%) |
| Афроамериканци    | 0 (0,0%)      | 1 (0,1%)      |
| Азијати           | 2 (0,2%)      | 1 (0,1%)      |
| Хиспаноамериканци | 15 (1,3%)     | 9 (0,8%)      |
| Укупно            | 1.134         | 1.078         |